# Diabelska brygada
Diabelska brygada – amerykański film wojenny z 1968 roku na podstawie książki Roberta Adlemana i pułkownika George'a Waltona.

## Główne role
- William Holden - Podpułkownik Robert T. Frederick
- Cliff Robertson - Major Alan Crown
- Vince Edwards - Major Cliff Bricker
- Andrew Prine - Szeregowiec Theodore Ransom
- Jeremy Slate - Sierżant Pat O'Neill
- Claude Akins - Szeregowiec Rocky Rockman
- Jack Watson - Kapral Peacock
- Richard Jaeckel - Szeregowiec Omar Greco
- Bill Fletcher - Szeregowiec Bronc Guthrie
- Richard Dawson - Szeregowiec Hugh MacDonald
- Tom Troupe - Szeregowiec Al Manella
- Luke Askew - Szeregowiec Hubert Hixon
- Jean-Paul Vignon - Szeregowiec Henri Laurent
- Tom Stern - Kapitan Cardwell
- Harry Carey Jr. - Kapitan Rose (as Harry Carey)
- Michael Rennie - Generał Mark Wayne Clark
- Carroll O’Connor - Generał dywizji Maxwell Hunter
- Dana Andrews - Generał brygady Walter Naylor
- Gretchen Wyler - Kobieta z Joy
- Don Megowan - Luke Phelan
- David Pritchard - Kapral Coker

## Fabuła
Fabularyzowana historia  1. Oddziału Specjalnego - amerykańsko-kanadyjskiego oddziału komandosów działającego w czasie II wojny światowej nazywanego Diabelską dywizją, pod dowództwem pułkownika Roberta Fredericka. Kanadyjczycy mieli to, co najlepsze w swojej armii: hardość, doświadczenie i wszechstronne umiejętności. Amerykanie mają wszystko, co najgorsze: brak dyscypliny i szacunku. Z biegiem czasu, Frederick tworzy jednolity oddział specjalny. Początkowo trenowani do zimowych misji w Norwegii, komandosi zostają uznani za niepotrzebnych a brygadzie grozi rozformowanie. Frederick robi wszystko, by oddział się nie rozsypał i zgłasza gotowość podjęcia każdego innego niemożliwego zadania. Zostają wysłani do Włoch, gdzie uczestniczą w wielu spektakularnych akcjach.